# 类经
《类经》是明代著名医家张景岳的代表作之一，是对《黄帝内经》进行全面分类研究的著作，《类经》将《灵枢》、《素问》分作十二大类，三百九十节，计三十二卷。张景岳编写《类经》，据说是四易其稿，历时三十年而成。此书数十万字，出版后影响深遠。